# آوتییا دل پینو
آوتییا دل پینو (به اسپانیایی: Autilla del Pino) یک شهرستان در اسپانیا است که در استان پالنسیا واقع شده‌است.

## خصوصیات
آوتییا دل پینو ۳۴ کیلومترمربع مساحت و ۲۴۳ نفر جمعیت دارد.